# فرودگاه بین‌المللی سوننه/هیلتن حعیا
فرودگاه بین‌المللی سوننه/هیلتن حعیا (به انگلیسی: Savannah/Hilton Head International Airport) یک فرودگاه همگانی بهره‌برداری هوایی با کد یاتا SAV است که یک باند فرود بتن دارد و طول باند آن ۲۸۵۰ متر است. این فرودگاه در شهر ساوانا، جورجیا کشور ایالات متحده آمریکا قرار دارد و در ارتفاع ۱۵٫۲ متری از سطح دریا واقع شده است.

## شرکت‌های هواپیمایی و مقصدهای پروازی

### مسافری
| شرکت‌های هواپیمایی    | مقصدهای پروازی | Refs  |
| -------------------- | --- | ----- |
| Air Canada Express   | فصلی: پیرسون تورنتو | [ ۱ ] |
| الیجنت ایر           | ثرگود مارشال بالتیمور واشینگتن، سینسیناتی/کنتاکی شمالی، کلیولند هاپکینز، ایندیاناپلیس، لیبرتی نیوآرک فصلی: ریکن‌بیکر، بلوگرس، لوئیویل، پیتسبورگ | [ ۳ ] |
| امریکن ایرلاینز      | دالاس-فورت ورث (آغاز از ۲۲ اوت ۲۰۱۷, ends ۱۸ نوامبر ۲۰۱۷), شارلوت داگلاس (پایان در ۱ اکتبر ۲۰۱۷)                                               |       |
| امریکن ایگل          | شارلوت داگلاس، دالاس-فورت ورث (پایان در ۲۱ اوت ۲۰۱۷, resumes ۱۹ نوامبر ۲۰۱۷), فیلادلفیا، ملی رونالد ریگان واشینگتن                             | [ ۴ ] |
| دلتا ایرلاینز        | هارتسفیلد-جکسون آتلانتا | [ ۵ ] |
| دلتا کانکشن          | لوگان (برقراری مجدد از ۳ مارس ۲۰۱۸), جان اف کندی، لاگواردیا فصلی: متروپولیتن شهرستان وین دیترویت، مینیاپولیس−سنت پل                            | [ ۵ ] |
| جت‌بلو                | لوگان، جان اف کندی | [ ۷ ] |
| Sun Country Airlines | فصلی: مینیاپولیس−سنت پل | [ ۸ ] |
| یونایتد ایرلاینز     | فصلی: اوهر شیکاگو، لیبرتی نیوآرک | [ ۹ ] |
| یونایتد اکسپرس       | اوهر شیکاگو، جرج بوش، لیبرتی نیوآرک، دالس واشینگتن                                                                                             | [ ۹ ] |

### باری
| شرکت‌های هواپیمایی                            | مقصدهای پروازی |
| -------------------------------------------- | -------------- |
| فدکس اکسپرس                                  | ممفیس          |
| یوپی‌اس ایرلاینز اجرا توسط Air Cargo Carriers | شهرستان کلمبیا |